# Lijst van afleveringen van Wingin' It
Van de Canadese televisieserie Wingin' It zijn 3 seizoenen gemaakt.
De Lijsten van afleveringen staan hier (per seizoen):
- Lijst van afleveringen van Wingin' It (seizoen 1)
- Lijst van afleveringen van Wingin' It (seizoen 2)
- Lijst van afleveringen van Wingin' It (seizoen 3)